# Marcelo Martinessi
Pour les articles homonymes, voir Martinessi.
Marcelo Martinessi, né en 1973 à Asunción (Paraguay), est un réalisateur et scénariste paraguayen.

## Biographie
Son film Les Héritières (Las herederas) remporte le Trophée Transilvania au Festival international du film de Transylvanie 2018.

## Filmographie

### Réalisateur
- 2018 : Les Héritières (Las herederas) (aussi producteur)

#### Courts-métrages
- 2009 : Karai norte (aussi monteur)
- 2010 : Calle última (aussi monteur)
- 2016 : The Lost Voice (aussi monteur)

## Récompenses et distinctions
- Mostra de Venise 2016 : venice horizons award du meilleur court métrage pour The Lost Voice.
- Berlinale 2018 : Prix Alfred-Bauer pour Les Héritières (Las herederas), et Ours d'argent de la meilleure actrice pour Ana Brun[2].
- Festival international du film de Transylvanie 2018 : Trophée Transilvania pour Les Héritières[1].
- (en) Marcelo Martinessi: Awards, sur l'Internet Movie Database